# Neujahrskonzert der Wiener Philharmoniker 1975
Das Neujahrskonzert der Wiener Philharmoniker 1975 war das 35. Neujahrskonzert der Wiener Philharmoniker und gleichzeitig das 30. Konzert mit diesem Namen und fand am 1. Jänner 1975 im Goldenen Saal des Wiener Musikvereins statt. Dirigiert wurde es zum 21. Mal von Willi Boskovsky, der diese Institution 1941 schon als Konzertmeister der Wiener Philharmoniker mit ins Leben gerufen hatte. Es war das zehnte Neujahrskonzert, dessen 2. Teil in Kooperation von Eurovision (für diesen Verbund allein war es die 16. Übertragung) und Intervision, dem Fernsehverbund der damaligen sozialistischen Staaten, im Fernsehen übertragen wurde.
Das Konzert war ausschließlich mit Werken von Johann Strauss (Sohn) (1825–1899) gestaltet worden, dessen 150. Geburtstag in diesem Jahr gefeiert wurde.

## Besonderheiten

### Allgemein
Streng genommen war es das 36. Konzert zum Jahreswechsel – denn zur Jahreswende 1939/40 gab es bereits ein Außerordentliches Konzert der Wiener Philharmoniker, welches allerdings am Silvesterabend 1939 stattfand –, aber erst seit 1946 – seit dem erstmaligen Dirigat von Josef Krips – trägt das Konzert den Titel Neujahrskonzert der Wiener Philharmoniker: Unter diesem Namen war es das nunmehr 30. mit diesem Titel. Willi Boskovsky stand, wie bereits seit 1955 auf Grund seiner einstimmigen Wahl durch die Orchestermitglieder als ständiger Dirigent des Neujahrskonzertes am Pult.
Willi Boskovsky blieb in Erinnerung, dass er das Konzert mit dem Geigenbogen leitete und, die Violine in die Hüfte gestützt, sie immer wieder ans Kinn nahm, um einen eigenen Schwung in das Orchester zu übertragen, er nutzte nur selten einen Dirigentenstab, in diesem Konzert z. B. für den abschließenden Walzer „An der schönen blauen Donau“ („Donau-Walzer“).

### Dramaturgie
Die Konzeption für den durch Fernsehausstrahlung wichtigen zweiten Teil folgte mit Blick auf das Jubiläumsjahr von Strauss (Sohn) einer klaren musikdramaturgischen Strategie: Nach der wohl berühmtesten Ouvertüre der gesamten Operettenliteratur, der von Johann Strauss (Sohn) zur Operette „Die Fledermaus“ (die optisch mit Fotos aus seinem Leben unterlegt wurde), folgte – erstmals in einem Neujahrskonzert – sein „Opus 1“, der Walzer „Sinngedichte“. Ihm folgten ausgesprochen bekannte Musikstücke in chronologischer Folge, um mit dem berühmten „Perpetuum mobile“ abzuschließen: Letzteres in symbolischer Anspielung darauf, dass die Musik (auch von Strauss (Sohn)) immer weiter und weiter wirken und es quasi kein „letztes Werk“ geben wird.
Die Zugabe der Schnellpolka „Vergnügungszug“ gab dem humoristischen Teil des Konzertes ausgiebig Gelegenheit zur Entfaltung, und der folgende und auch abschließende „Donau-Walzer“ war eine Vereinigung aller vier beteiligten Körperschaften und in beeindruckender Weise Schlusspunkt des Konzertes – und war gleichzeitig Auftakt für vielfältige Veranstaltungen des Jubiläumsjahres von Strauss (Sohn) außerhalb des Neujahrskonzertes selbst.

### Optische Ausgestaltung
Die große Orgel im „Goldenen Saal“ war durch große Paneele verkleidet und verdeckt worden: Auf drei großen, farblich an den Raumeindruck angepassten Tafeln wurden insgesamt sechs überlebensgroße Silhouetten von Hans Schließmann aufgebracht, die ausschließlich Johann Strauss (Sohn) in verschiedenen Dirigierposen zeigten. 
Die Fernsehübertragung, die konzertseitig mit der wohl berühmtesten Operetten-Ouvertüre der Welt, der zu Strauss’ „Die Fledermaus“, begann, wurde optisch mit Einblendungen von Fotos, Lithographien und Gemälden von Johann Strauss (Sohn) unterlegt.
Besonderheit war ebenfalls, dass die Stadt Amsterdam anlässlich ihres eigenen 700-jährigen Stadtjubiläums ein riesiges Blumenbukett (2. Teil, zwischen dem Walzer „Wein, Weib und Gesang“ und der Schnellpolka „Auf der Jagd“) auf der Bühne an die Wiener Philharmoniker überreichen durfte. Die Bühnenausstattung mit Blumen- und Grünschmuck einschließlich dieses Konzertes war damals eher spartanisch gehalten: Erst 1980 wurde ein üppiger Blumenschmuck, ab da für viele Jahre eine Spende der Stadt San Remo, arrangiert von den Wiener Stadtgärtnern, eingeführt.
Der Wiener Männergesang-Verein nahm überdies während des gesamten Konzertes auf der Bühne Platz: Die damaligen Plätze des Männerchores werden heute praktisch längst mit einfachen Stühlen verstellt und Karten dafür mit verkauft, Chordarbietungen sind seitdem auf die dafür viel zu kleine und im Übrigen ungeeignete Orgelempore angewiesen.

### Gesang, Ballett und Einlagen
Die Ausgestaltung des Konzertes übernahmen nach Angaben des Abspanns der Fernsehübertragung das „Ballett der Wiener Volks- und Staatsoper“ sowie der Wiener Männergesang-Verein. Dieses außergewöhnliche Zusammentreffen – bis zu diesem Zeitpunkt war kein Neujahrskonzert neben den Philharmonikern durch gleichzeitig weitere drei Wiener Institutionen gestaltet worden (was bisher sich auch so nicht wiederholen sollte) – brachte einerseits ungewöhnlich viele Balletteinlagen, die zur Live-Musik im Brahmssaal des Musikvereins getanzt wurden, aber auch die Choruntermalung des Walzers Bei uns z’Haus (1. Teil, nicht im Fernsehen dokumentiert). Die Choreografie verantworteten Gerlinde Dill und Gerhard Senft, die Choreinstudierung besorgte Hermann Furthmoser.
Insgesamt wurden fünf Werke durch Live-Ballett-Einspielungen für die Fernsehfassung ergänzt: Der Walzer „Sinngedichte“, der „Csárdás aus „Ritter Pásmán““, der „Kaiser-Walzer“ und der musikalische Scherz des „Perpetuum mobile“ von beiden Balletten.  
Außergewöhnlich war der Abschluss des Konzertes mit dem Walzer „An der schönen blauen Donau“, zu dem sich alle drei Institutionen mit den Wiener Philharmonikern vereinigten: Der „Wiener Männergesang-Verein“ trug die Chorfassung des Walzers in der Textierung von Franz von Gernerth (Walzer 1–5) vor. Anders, als von Strauss (Sohn) für die Chorfassung vorgesehen, wurde allerdings die Coda komplett instrumental gespielt, d. h. nicht in der gekürzten Chorfassung, und die Coda des Walzers durch eine überaus geschickte Mischung live getanzter Balletteinlagen aus dem „Brahmssaal“ des Musikvereins vollendete das Konzert.
Auch in diesem Konzert gab es humoristische Einlagen, u. a. bei der Schnellpolka „Vergnügungszug“: Für die von Strauss (Sohn) vorgesehenen Pfiffe wurde eigens eine pneumatische Lokomotivpfeife besorgt (bedient durch den Paukisten Franz Broschek, der seit Jahren für Einlagen sorgte) und die mit dieser zum Vergnügen der Zuschauenden ausgeführt wurden. Da die Introduktion des Donau-Walzers ohnehin durch Beifall nach den ersten Takten abgebrochen wird, spielten diese von vornherein nur drei Instrumente der ersten und zweiten Violinen an, erst nach den Grußworten von Willi Boskovsky wurde „partiturgerecht“ begonnen.

### Fernsehübertragung
Der zweite Teil des Neujahrskonzertes wurde im Fernsehen übertragen, das der Österreichische Rundfunk (ORF) gemeinsam mit dem Zweiten Deutschen Fernsehen (ZDF) produzierte. Buch und Regie lagen erneut bei Hermann Lanske.
Traditionell war es seit 1959 eine „Eurovisionssendung“, die nunmehr erneut, wie seit 1966, durch eine Kooperation mit Intervision – an sich eine der Eurovision vergleichbare Institution der damaligen sozialistischen Länder –, dem aber der ORF und auch das finnische Fernsehen angehörten, auch auf deren Sendegebiet übernommen wurde.
Ausgestrahlt wurde das Neujahrskonzert 1975 neben Österreich über Eurovision in Belgien, der Bundesrepublik Deutschland, Dänemark, Finnland, Griechenland, Großbritannien, Irland, Island, Israel, Italien, Jugoslawien, Luxemburg, der Niederlande, in Norwegen, Portugal, der Schweiz und Spanien. Über Intervision waren 1975 dabei: Albanien, ČSSR, DDR, Polen, Rumänien, die Sowjetunion, und Ungarn.
Im asiatischen Raum übernahmen es Hongkong, Jordanien, (Süd-)Korea und Taiwan; in Amerika waren es Argentinien, Chile, Costa Rica, Ekuador, El Salvador, Guatemala, Honduras, Mauritius, Mexico, Peru, Uruguay, die USA und Venezuela, in denen es ausgestrahlt wurde; insgesamt waren das 42 Staaten, eine, wie schon 1974, der bis dahin größten Reichweiten des „Neujahrskonzertes der Wiener Philharmoniker“.

## Programm
Es wurden anlässlich seines 150. Geburtstages und in Erinnerung daran, dass die Neujahrskonzerte eng mit seinem Namen verbunden sind, ausschließlich Werke von Johann Strauss (Sohn) gespielt.

### 1. Teil
1. Ouvertüre zur Operette Waldmeister
2. Bei uns z’Haus (Walzer für Männerchor und Orchester), op. 361 (Wiener Männergesang-Verein)
3. Stadt und Land, Polka mazur, op. 322
4. So ängstlich sind wir nicht, Polka schnell, op. 413
5. Liebeslieder, Walzer, op. 114
6. Explosions-Polka, Polka schnell, op. 43*

### 2. Teil
1. Ouvertüre zur Operette Die Fledermaus
2. Sinngedichte, Walzer, op. 1
3. Annen-Polka, op. 117
4. Leichtes Blut, Polka schnell, op. 319
5. Wein, Weib und Gesang, Walzer, op. 333 (instrumental mit verkürzter Introduktion, nach Auftakt ab „maestoso“)
6. Auf der Jagd, Polka schnell, op. 373
7. Csárdás aus „Ritter Pásmán“, op. 441
8. Kaiser-Walzer, op. 437
9. Perpetuum mobile, Musikalischer Scherz, op. 257

### Zugaben
1. Vergnügungszug, Polka schnell, op. 281
2. An der schönen blauen Donau, Walzer, op. 314 (Chorfassung bis Walzer 5, anschließend Coda in der Instrumentalfassung mit Ballett zur originalen Musik)

Werkliste und Reihenfolge sind der Website der Wiener Philharmoniker entnommen, entgegen des dort eingestellten Programms gab es keine Aufführung des Radetzky-Marsches von Johann Strauss (Vater), das Konzert beinhaltete ausschließlich Werke seines (ältesten) Sohnes.
Der Walzer Sinngedichte wurde erstmals in einem Neujahrskonzert der Wiener Philharmoniker aufgeführt.
*Die Explosions-Polka ist keine Polka schnell (Schnellpolka) im eigentlichen Sinn, diese Bezeichnung wird von Johann Strauss (Sohn) erst ab op. 281 (Vergnügungszug (Polka schnell)) gebraucht.

## Mitwirkende
Als Mitwirkende fungierten laut Fernsehabspann der Übertragung unter anderen:
- Willi Boskovsky
- Wiener Philharmoniker
- Wiener Männergesang-Verein
- Solist*en des Volksopernballetts: Christina Klein, Melitta Ogrise, Hedi Richter, Ivan Jakus, Walter Kolman
- Solist*en des Staatsopernballetts: Gisela Cech, Judith Gerber, Susanne Kirnbauer, Lilly Scheuermann, Karl Musil, Ludwig M. Musil, Paul Vondrak, Franz Wilhelm